# Saint-Juéry (Lozère)
 Saint-Juéry  es una población y comuna francesa, situada en la región de Languedoc-Rosellón, departamento de Lozère, en el distrito de Mende y cantón de Fournels.

## Demografía
| 68 | 57 | 47 | 58 | 67 | 60 |
| Para los censos de 1962 a 1999 la población legal corresponde a la población sin duplicidades (Fuente: INSEE [Consultar]) |    |    |    |    |    |